# Município de Jackson (condado de Van Wert, Ohio)
O município de Jackson (em inglês: Jackson Township) é um município localizado no condado de Van Wert no estado estadounidense de Ohio. No ano de 2010 tinha uma população de 469 habitantes e uma densidade populacional de 8,12 pessoas por km².

## Geografia
O município de Jackson encontra-se localizado nas coordenadas 40° 56′ 57″ N, 84° 25′ 56″ O. Segundo a Departamento do Censo dos Estados Unidos, o município tem uma superfície total de 57.76 km², da qual 57,67 km² correspondem a terra firme e (0,16 %) 0,09 km² é água.

## Demografia
Segundo o censo de 2010, tinha 469 pessoas residindo no município de Jackson. A densidade populacional era de 8,12 hab./km². Dos 469 habitantes, o município de Jackson estava composto pelo 97,65 % brancos, o 0,21 % eram afroamericanos, o 0,21 % eram amerindios, o 0,64 % eram de outras raças e o 1,28 % eram de uma mistura de raças. Do total da população o 0,64 % eram hispanos ou latinos de qualquer raça.